# Carl Alexander Anselm von Hügel

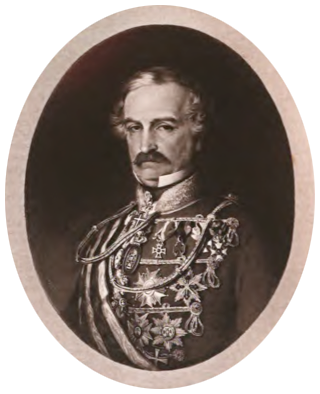
De uniforme de gala.

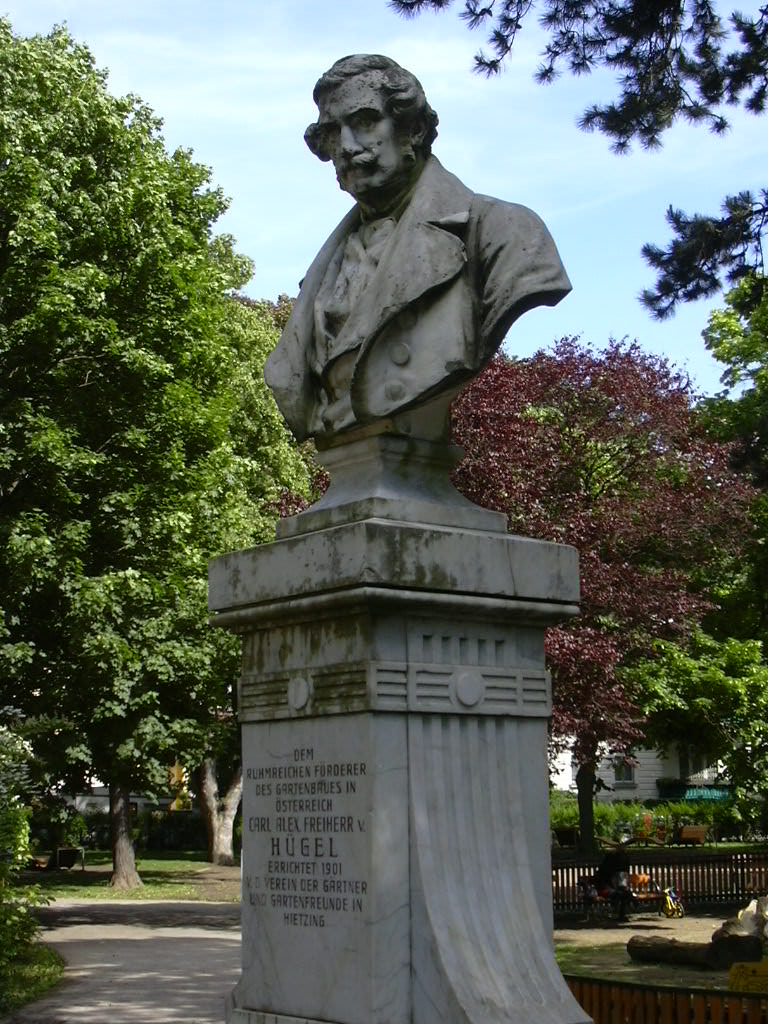
Parque de los Monumentos, en la colina Unter-St.-Veit, 13.º Distrito de Viena.

Karl (Carl) Alexander Anselm Freiherr von Hügel (Barón Charles von Hügel; 25 de abril de 1795-2 de junio de 1870) fue un oficial de Ejército, diplomático, botánico y explorador austríaco, recordado por sus viajes al norte de India en la década de 1830. Durante su vida fue reconocido por las clases dirigentes de Europa por su jardín botánico y por sus introducciones de plantas de flores desde Nueva Holanda (así se conocía en su época a Australia) en los jardines públicos europeos.

## Primeros años de vida
Von Hügel nace en Ratisbona, Baviera, en 1795. En 1813, después de estudiar Leyes en la Universidad de Heidelberg, se hace oficial en los Húsares austríacos, y hace su experiencia de combate en los ejércitos de las sexta y séptimas coaliciones contra Napoleón. Después de la derrota de Napoleón, visita Escandinavia y Rusia antes de ser estacionado con otras tropas austríacas en el sur de Francia y luego en Italia.
En 1824, von Hügel se muda a Hietzing, un distrito de Viena, donde establece su jardín botánico, y pone una empresa de producción de flores. Se compromete con una condesa húngara, Melanie Zichy-Ferraris, pero en 1831 ella rompe el compromiso para casarse con el canciller de Austria, el Príncipe Klemens Wenzel von Metternich.

## Gran Tour por Asia, 1831-1836

### Cachemira y el Punjab
En la tristeza de su desafortunado amor, von Hügel da comienzo a un gran tour por Asia que lo pone como nuevo. De 1831 a 1836 viaja por el Cercano Oriente, el subcontinente de la India, el Lejano Oriente y Australasia, antes de retornar a Europa vía el cabo de Buena Esperanza y Santa Helena. Mostró gran intriga por las regiones de Cachemira y de Punjab al norte de India, y esas experiencias las volcó en forma de cuatro volúmenes publicados en los siguientes años de su retorno a Europae: Kaschmir und das Reich der Siek (Cachemera y el Reino de los Sikh). El primer y tercer volúmenes relatan las jornadas que von Hügel cruza el norte de India, incluyendo encuentros con el maharajá Ranjit Singh, el ordenador Sikh de Punjab, en Lahore y un número de otras aventuras; el segundo volumen da cuenta de la historia de Cachemira, su geografía y recursos; y el 4.º es un glosario.
En 1845, un año más tarde de la publicación del último volumen, el Mayor Thomas B. Jervis traduce, compendia, anota y publica la versión inglesa de la obra de von Hügel, en Londres. Cuatro años más tarde, sobre la base de esa publicación, la Real Sociedad Geográfica premia a von Hügel con su Medalla Patronal, «por su empresa de exploración de Cachemera».

### Australia, noviembre de 1833 – octubre de 1834
De noviembre de 1833 a octubre de 1834, von Hügel recorre Australia, visitando la Colonia río Swan y la ensenada del Rey Jorge (Australia Occidental), Tierra de Van Diemen (actual Tasmania), isla Norfolk y New South Wales para observar la flora y recolectar semillas para su jardín. Su gran colección fue más tarde descripta por Endlicher et al. y su nombre (e.g. Alyogyne huegelii) es visto en un número de especies . Durante ese tiempo escribió un journal, solo recientemente traducido, que, además por sus observaciones botánicas, son como exóticas viniendo de un aristócrata europeo descubriendo la colonial Australia.
En general, las opiniones de von Hügel de la administración, transporte, vida social, y esfuerzos misionarios, no son favorables. Sin embargo, y no esperado de un hombre reaccionario (o con simpatías), von Hügel toma partido sobre como trataban las enfermedades y la explotación de los originarios australianos que él pudo observar en la vida diaria.

## Retorno a Europa
Después de su vuelta a Viena, von Hügel funda la K.K. Gartenbau-Gesellschaft (Sociedad Imperial de Horticultura, siendo presidente de 1837 a 1848) y prepara sus notas sobre el norte de la India para publicar. En 1847, se compromete, con Elizabeth Farquharson, la hija de un oficial escocés que había conocido en la India durante 1833.
En la declaración de la revolución de 1848, von Hügel acompaña a su temprano rival en el amor el Canciller Príncipe Metternich durante su escape desde Viena a Inglaterra. Posteriormente vende su jardín, se reincorpora al ejército austríaco, y toma parte en la primera guerra independendista italiana. De 1850 a 1859, sirve como Enviado Extraordinario austríaco (embajador) al Gran Ducado de Toscana en Florencia, y casándose con Elizabeth Farquharson allí en 1851.
En 1860 es embajador de Austria en Bruselas y publica una segunda obra basada en sus notas del tour por Asia, y por las Filipinas: Der stille Ocean und die spanischen Besitzungen im ostindischen Archipel (posiblemente diga El tranquilo océano y las posesiones españolas en el archipiélago de las Indias Orientales).
Se retira en 1867, y lleva a su familia a vivir al lado del mar en la ciudad de Torquay, en Devon, Inglaterra. Tres años más tarde, en 1870, fallece en Bruselas, en ruta para visitar Viena.
Von Hügel publicó obras sobre Cachemira, Australia, Filipinas, y hay evidencia de su intención de compilar y publicar material de las otras regiones visitadas. .

### Hijos
Von Hügel y Elizabeth Farquharson tuvieron tres hijos: Friedrich von Hügel, de 1852, fue un reconocdio teólogo católico; Anatole von Hügel, de 1854, antropólogo; y Pauline von Hügel, 1858, recordada como fundadora de la Iglesia de Corpus Christi en Boscombe, ahora parte de Bournemouth, en Dorset, Inglaterra.

## Honores

### Epónimos
Género
- (Apiaceae) Hugelia DC.[5]
- (Polemoniaceae) Hugelia Benth.[6]

Especies
- (Asteraceae) Chrysocoryne hugelii A.Gray[7]
- (Begoniaceae) Begonia hugelii (Klotzsch) A.DC.[8]
- (Blechnaceae) Stenochlaena hugelii (C.Presl) Fee[9]
- (Cupressaceae) Callitris hugelii (Hort. ex Carr.) Franco[10]
- (Fabaceae) Dillwynia hugelii Jacques[11]
- (Fabaceae) Gastrolobium hugelii Henfr.[12]
- (Gentianaceae) Gentiana hugelii Griseb. & Stapf[13]
- (Lomariopsidaceae) Lomariopsis hugelii (Fée) C.Presl[14]
- (Pinaceae) Pinus hugelii Roezl ex Carrière[15]
- (Poaceae) Capillipedium hugelii Stapf[16]
- (Proteaceae) Grevillea hugelii Meisn.[17]
- (Taxodiaceae) Taxodium hugelii Laws. ex Gordon[18]
- (Thymelaeaceae) Gnidia hugelii Meisn.[19]
- (Tremandraceae) Tremandra hugelii Baxter[20]

- La abreviatura «Hügel» se emplea para indicar a Carl Alexander Anselm von Hügel como autoridad en la descripción y clasificación científica de los vegetales.[21]